# Bagna Pińskie

Bagna Pińskie w dorzeczu Prypeci

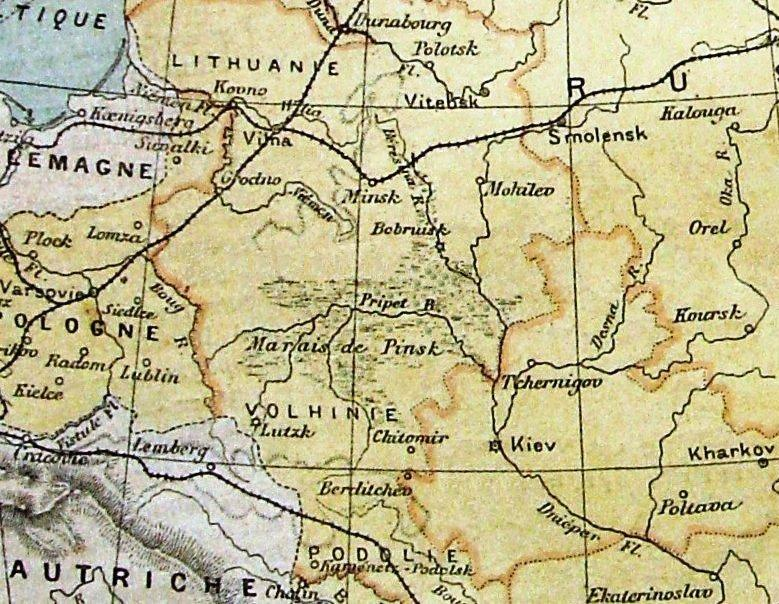
Bagna Pińskie na francuskiej mapie z 1888 roku

Bagna Pińskie (biał. Пінскія балоты) – jeden z najrozleglejszych obszarów mokradeł w Europie, położony w krainie geograficznej Polesia, w większości na Białorusi, a częściowo na Ukrainie. Bagna rozciągają się wzdłuż dorzecza Prypeci i jej dopływów – od Brześcia na zachodzie do Mohylewa na północnym wschodzie i Kijowa na południowym wschodzie. Takie eutroficzne torfowiska zalewowe są typowe dla obszaru białoruskiego Polesia, ale stały się rzadkie w wyniku intensywnego osuszania od lat 60. XX wieku i praktycznie zniknęły w Europie Środkowej.

## Flora
Na Bagnach Pińskich występuje 827 gatunków roślin naczyniowych. Dla bagien pińskich charakterystyczna jest przemienność otwartych przestrzeni turzycowo-trzcinowych z bardzo gęstymi zaroślami krzewów.

## Fauna
Bagna Pińskie są siedliskiem dla tysięcy ptaków z różnych biotopów Ziemi (głównie Europa, Azja, Afryka, basen Morza Śródziemnego), z których część przylatuje tu na lęgi, są też miejscem zimowania dla wielu gatunków ptaków wędrownych gniazdujących w częściach Europy Północnej, takich jak Skandynawia, Finlandia, kraje bałtyckie i Rosja. W parku występuje znaczna liczba gatunków, które są globalnie zagrożone wyginięciem, m.in.: wodniczka (Acrocephalus paludicola), orlik grubodzioby (Aquila clanga), derkacz (Crex crex), terekia (Xenus cinereus). 
Rozległe torfowiska i łąki zalewowe są również ważnymi tarliskami ryb.